# 提貝斯提區
提貝斯提區（阿拉伯语：منطقة تبستي）是乍得的一個大區，位於該國西北部，地理上屬提貝斯提高原。北鄰利比亞，西與尼日爾相連。首府巴爾達伊。
2008年自博爾庫-恩內迪-提貝斯提區分出。下分二省。
1. 1 2   (PDF) (报告). INSEED: 24. March 2012  [10 March 2017]. （原始内容 (PDF)存档于2015-09-24）.